# Birdboy
Birdboy è un singolo del rapper statunitense NLE Choppa, pubblicato il 18 aprile 2019 su etichetta NLE Choppa Entertainment.

## Tracce
1. Birdboy – 2:09